# Dongzhou (Shanwei)
Pour les articles homonymes, voir Dongzhou.
Dongzhou est un village de la préfecture de Shanwei, dans la province du Guangdong en République populaire de Chine.
Ce village a fait parler de lui à la suite des émeutes y ayant eu lieu début décembre 2005. Suivant un scénario largement répandu dans le pays, des paysans ont été chassés de leurs terres, afin de permettre la construction de centrales d'énergie éolienne. À cette occasion, des protestations ont eu lieu contre les autorités locales, accusées de corruption, et une brigade de police para-militaire aurait tiré dans les manifestants, faisant un mort selon les sources officielles, et jusqu'à plus de vingt morts selon d'autres sources.
Des photographies ayant circulé sur internet figurent des paysannes réclamant le corps de leur défunts, agenouillées devant les lignes des forces de polices avec des bâtonnets d'encens dans leurs mains.
Cette émeute est liée à la corruption largement répandue dans le cadre de spéculations immobilières (même s'il s'agit, ici, d'une centrale éolienne).

## Sources
- Chine, la révolte gronde dans les campagnes, article du Xin Shiji - New Century Net traduit dans le Courrier International N.790-791, du 22/12/2005 au 4/01/2006.
- (en) The Shanwei (Dongzhou) Incident